# CD 우아치파토

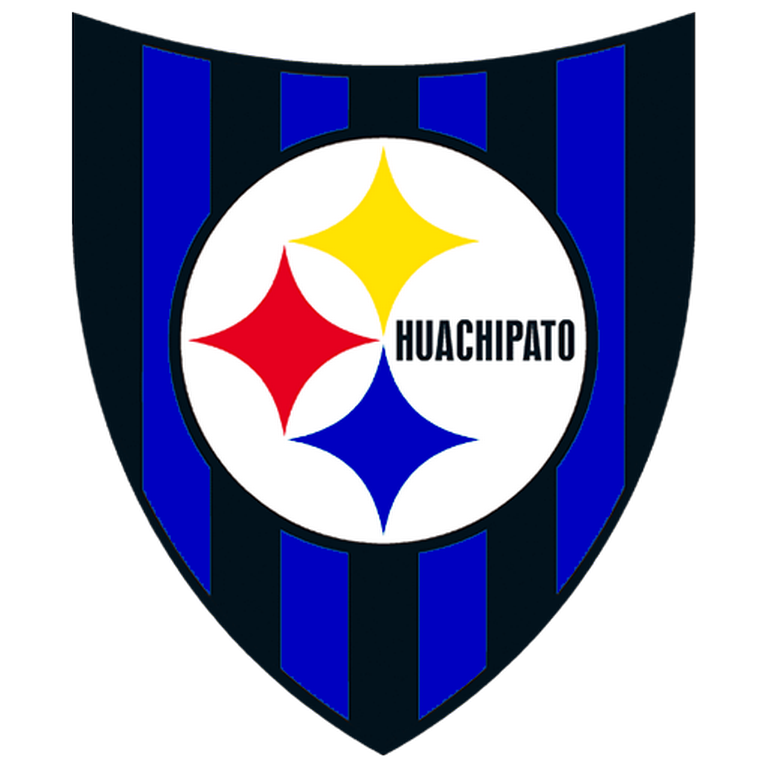

CD 우아치파토(CD Huachipato)는 칠레에 위치한 탈카우아노를 연고로 하는 축구팀이다. 이 팀은 1947년에 창단하였다.

## 선수 명단

### 현역
- 막시밀리아노 로드리게스(2018 ~ )
- 펠리페 로욜라(2023 ~ )
- 곤살로 몬테스(2021 ~ )
- 크리스 마르티네즈(2019 ~ )